# Eyprepocnemis vulcanigena
Eyprepocnemis vulcanigena är en insektsart som beskrevs av Nicholas David Jago 1962. Eyprepocnemis vulcanigena ingår i släktet Eyprepocnemis och familjen gräshoppor. Inga underarter finns listade i Catalogue of Life.